# علاج التعلق

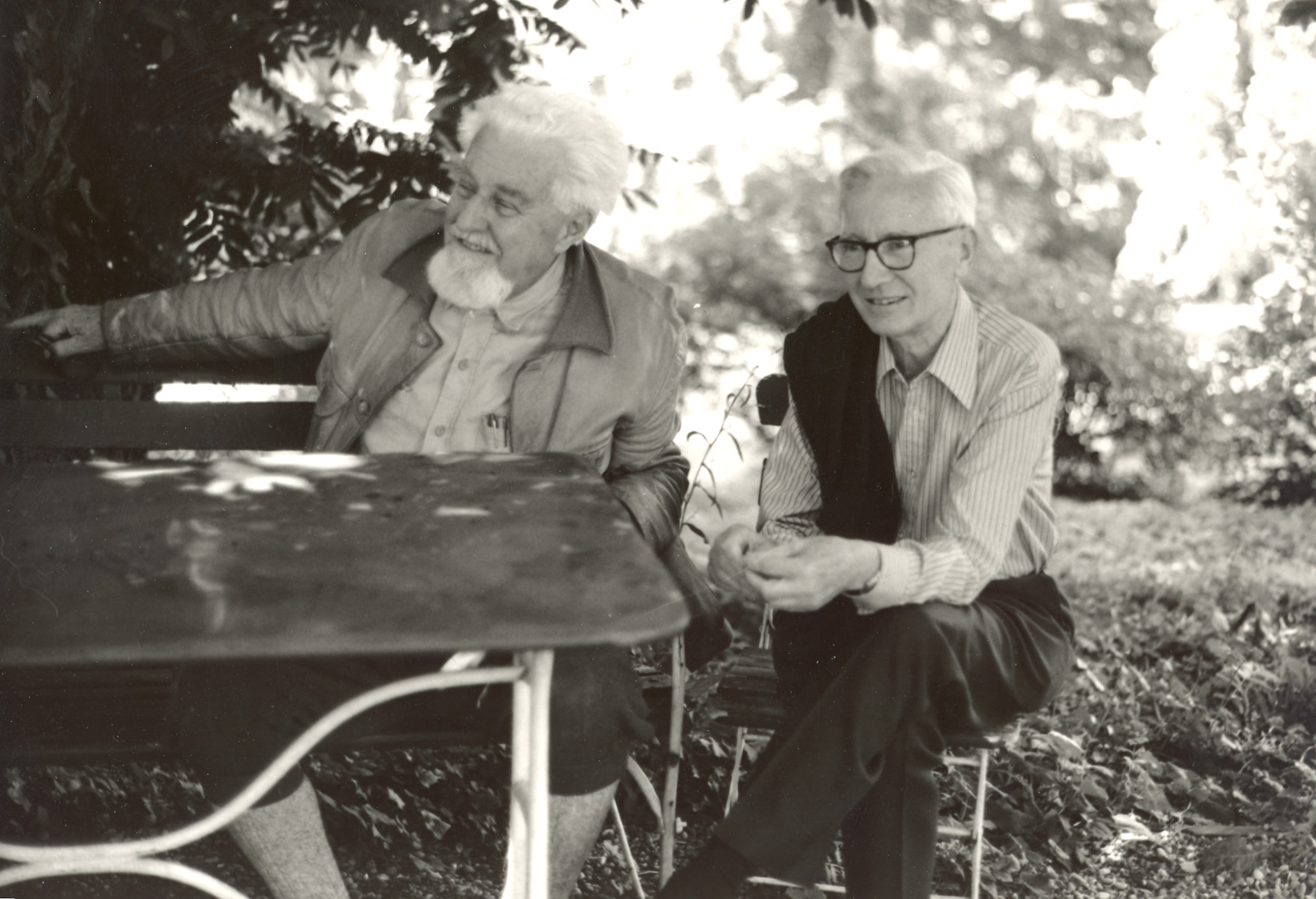

علاج التعلق هو المصطلح الأكثر استخدامًا لوصف الفئة المثيرة للجدل من التدخلات الصحية العقلية البديلة مع الأطفال والموجهة لعلاج اضطرابات التعلق. ويتضمن المصطلح بصفة عامة أساليب الارتباط بالأبوين المصاحبة لذلك. ومن بين الأسماء أو الأساليب الأخرى التي تميز هذا النوع من العلاج «نموذج إيفرجرين» و«فترة الاحتضان» و«تقليل الغضب» و«علاج الضغط» و«إعادة الولادة» و«علاج التعلق التصحيحي» و«العلاج بالتقييد القسري». ويوجد هذا العلاج بشكل أساسي، وإن لم يكن بصورة حصرية، في الولايات المتحدة ويتركز معظمه في عشرات العيادات في إيفر جرين كولورادو حيث أقام فوستر كلاين أحد مؤسسيه عيادته هناك في السبعينيات من القرن العشرين. ويتناول هذا المقال بالوصف هذه المجموعة من التدخلات العلاجية، على الرغم من أن مصطلح «علاج التعلق» أحيانًا يُستخدم في المراجع الإكلينيكية على نطاق واسع ليعني أي تدخل قائم على، أو يُزعم أن يكون قائمًا على، نظرية التعلق وخاصةً خارج الولايات المتحدة الأمريكية. ويجب عدم الخلط بين علاج التعلق كما يرد بالوصف في هذا المقال والمدارس العلاجية الأخرى التي تعتمد بصورة أكبر على التجريب والتي تهدف إلى مواجهة المشكلات الناشئة عن انقطاع علاقة التعلق بمقدمي الرعاية.
يعد علاج التعلق علاجًا يُستخدم في الأساس مع الأطفال الخاضعين للكفالة أو التبني الذين يعانون من صعوبات سلوكية، أحيانًا ما تكون خطيرة، ولكنها لا تشمل العقوق وانعدام الشعور بالعرفان بالجميل أو المودة تجاه مقدمي الرعاية. وتُعزى المشكلات التي يعاني منها الأطفال إلى عدم القدرة على التعلق بآبائهم الجدد بسبب غضب مكبوت بداخلهم يرجع إلى ما تعرضوا له من سوء معاملة وهجر وتخلٍ في الماضي. أما الشكل الشائع من أشكال علاج التعلق فهو العلاج بالاحتضان الذي يقوم فيه المعالجون أو الآباء باحتضان الطفل بقوة واحتوائه. ويسعى المعالجون من خلال عملية التقييد والمواجهة هذه إلى توليد نطاق من الاستجابات لدى الطفل مثل الغضب واليأس بهدف التنفيس عن هذه العواطف. نظريًا، عند التغلب على مقاومة الطفل والتنفيس عن غضبه، فإن الطفل يضعف ويُختزل إلى حالة الطفولة التي يمكن أن يتقمص في أشخاص آخرين «دور الأبوين» من خلال استخدام طرق مثل الهزهزة والهدهدة والإرضاع والتواصل بالعين. والهدف من ذلك هو تقوية التعلق بمقدمي الرعاية الجدد. وعادةً ما تُعتبر السيطرة على الأطفال أمرًا أساسيًا، وفي أغلب الأحيان يصاحب العلاج استخدام أساليب تربوية أبوية تؤكد على الطاعة. وتعتمد هذه الأساليب التربوية الأبوية على الاعتقاد القائل بأن الطفل الذي يتعلق بوالديه بشكل سليم يمتثل لطلباتهم «بسرعة وفي لمح البصر ومن المرة الأولى» ويكون «التواجد معه ممتعًا». وقد شاركت هذه الأساليب في التسبب في العديد من حالات الوفيات بين الأطفال فضلاً عن بعض الآثار الضارة الأخرى.
وهذا النوع من العلاج، بما في ذلك التشخيص والأساليب التربوية الأبوية المصاحبة، لم تثبت صحته علميًا ولا يعتبر جزءًا من علم النفس السائد، ولا يعتمد على نظرية التعلق على الرغم من أنه يحمل اسمها، ويعتبر غير متوافق مع هذه النظرية. وإنما يعتمد في المقام الأول على طريقة علاج روبرت زاسلو المعنية بتقليل الغضب والتي ترجع إلى الستينيات والسبعينيات من القرن العشرين، وكذلك على نظريات التحليل النفسي حول الغضب المكبوت والتنفيس عن الغضب والتراجع والارتداد وانهيار المقاومة والحيل النفسية (أو آليات الدفاع). وقد استخدمه زاسلو وتينبرغن ومارثا ويلش وعدد آخر من أوائل المناصرين لهذا الأسلوب كعلاج لـالتوحد، استنادًا إلى الاعتقاد فاقد المصداقية حاليًا بأن التوحد يأتي نتيجة إخفاقات في علاقة التعلق بالأم.
وقد وصف هذا العلاج بأنه تدخل شبه علمي ومؤذ وأسفر عن نتائج مأساوية بالنسبة للأطفال، من بينها على الأقل ست حالات وفيات موثقة بين الأطفال. وكان هناك عدد من الدعاوى القضائية المرفوعة منذ التسعينيات من القرن العشرين بسبب حالات وفيات الأطفال أو إساءة معاملتهم بشكل خطير على يد «اختصاصيي علاج التعلق» أو الآباء الذين يتبعون تعليماتهم. وتعد أشهر قضيتين في هذا السياق قضية كانديس نيوميكر في عام 2000 وقضية آل جرافيل في عام 2003. وبعد الدعاية والشهرة المصاحبتين لهاتين القضيتين، بدأ بعض المؤيدين لعلاج التعلق في تغيير وجهات نظرهم وممارستهم لتقليل الخطورة المحتملة لهذا العلاج على الأطفال. وربما عجل بهذا التغيير في وجهات النظر أيضًا نشر تقرير لفرقة عمل حول هذا الموضوع في يناير 2006، بتفويض من الجمعية المهنية الأمريكية المعنية بإساءة معاملة الأطفال التي كانت توجه انتقادًا واسعًا لعلاج التعلق. وفي أبريل عام 2007 تبنت رسميًا منظمة أتاتش (ATTACh)، وهي منظمة أنشأها في الأصل اختصاصيو علاج التعلق، مستندًا تقنيًا رسميًا يوضح رفضها الواضح والقاطع لاستخدام الممارسات القسرية في العلاج والتربية الأبوية، وشجعت بدلاً من ذلك استخدام أساليب أحدث مثل التناغم والحساسية والتنظيم. وابتعد بعض رواد علاج التعلق أيضًا عن الممارسات القسرية على وجه الخصوص.
ويختلف هذا الشكل من العلاج بصورة كبيرة عن العلاجات القائمة على التعلق والمبنية على البراهين أو العلاجات النفسية الكلامية مثل العلاج النفسي القائم على التعلق والتحليل النفسي العلائقي أو شكل الرعاية الأبوية التعلقية التي أيدها ودعمها طبيب الأطفال وليام سيرس. علاوة على ذلك، يختلف شكل إعادة الولادة الذي يُستخدم أحيانًا ضمن علاج التعلق عن تنفس إعادة الولادة.

## خصائص العلاج
إن الجدال الدائر حول هذا العلاج، كما هو موضح في تقرير فرقة العمل الصادر عن الجمعية المهنية الأمريكية المعنية بإساءة معاملة الأطفال في عام 2006، قد تركز بصورة كبيرة حول «العلاج بالاحتضان» والإجراءات القسرية أو التقييدية أو المنفرة. وتشمل تلك الإجراءات تدليك الأنسجة العميقة أو الدغدغة المنفرة أو أشكال العقاب المرتبطة بتناول الطعام أو الماء أو التواصل الجبري بالعين مما يستوجب خضوع الأطفال تمامًا لسيطرة البالغين على احتياجاتهم أو منع إقامة علاقات اجتماعية طبيعية خارج نطاق مقدم الرعاية الأساسي أو تشجيع الأطفال على الارتداد إلى مرحلة الرضاعة أو تقمص الدور الأبوي أو الرعاية الأبوية التعلقية أو الأساليب المعدة لتشجيع التفريغ الانفعالي التنفيسي. وتحمل الأشكال المتنوعة الأخرى من هذا العلاج أسماء مختلفة تتغير بصورة متكررة. فقد تُعرف باسم «العلاج بإعادة الولادة» أو «العلاج بالضغط» أو «علاج التعلق التصحيحي» أو «نموذج إيفرجرين» أو «فترة الاحتضان» أو «العلاج بتقليل الغضب» أو «العلاج بفترة احتضان مطولة بين الأب والطفل.» وقد استخدم بعض المؤلفين الذين ينتقدون هذا المنهج العلاجي مصطلح العلاج بالتقييد القسري. وهو شكل من أشكال علاج صعوبات أو اضطربات التعلق ويشتهر باسم «علاج التعلق». كما أن جماعة المدافعون عن الأطفال الخاضعين للعلاج، وهي جماعة تشن حملات ضد علاج التعلق، تضع قائمة بالعلاجات التي يذكرون أنها علاجات للتعلق ولكن تحت اسم آخر. كما يضعون قائمة بعلاجات إضافية يستخدمها اختصاصيو علاج التعلق والتي يعتبرون أنه لم تثبت صحتها علميًا.
يقدم ماثيو سبيلتس الأستاذ بكلية الطب، جامعة واشنطن وصفًا لعلاج نموذجي مستمد من المادة العلمية التي يقدمها المركز (من الواضح أنه نسخة من البرنامج المطبق في مركز التعلق، إيفرجرين) كما يلي:
«كما ذكرت الدكتورة ويلش (هكذا قيل) (1984، 1989)، يستنفر المركز الغضب عن طريق تقييد حركة الطفل جسديًا وفرض التواصل بالعين مع المعالج (حيث يجب أن يستلقي الطفل فوق حجري معالجين وينظر إلى أعلى إلى أحدهما). ويرد وصف تسلسل الأحداث التالي في المادة العلمية لورشة عمل أعدها اثنان من المعالجين في المركز: (1)» يفرض المعالج سيطرته«من خلال الإمساك بالطفل واحتضانه (الأمر الذي يثير» غضب«الطفل)؛ (2) يؤدي الغضب إلى» استسلام«الطفل للمعالج، ويتضح ذلك من خلال انهيار الطفل عاطفيًا (» النشيج«)؛ (3) يستغل المعالج استسلام الطفل ويظهر الرعاية والاحتضان والدفء؛ (4) تتيح هذه الثقة الجديدة التي نشأت بين الطرفين قبول الطفل لـ» سيطرة«المعالج ثم الأبوين في نهاية المطاف. ووفقًا للبروتوكول العلاجي المعمول به في المركز، إذا» توقف«الطفل عن الاستجابة (أي رفض الامتثال)، فيمكن تهديده بالاحتجاز لمدة يوم في العيادة أو الإقامة الجبرية في دار رعاية مؤقتة؛ ويتم شرح ذلك للطفل باعتباره نتيجة مترتبة على عدم اختياره أن يكون» طفلاً بالأسرة. «أما إذا كان الطفل مودعًا في دار رعاية بالفعل، فسيكون مطلوبًا منه أن» يشق طريق عودته للعلاج«وأن يجد لنفسه فرصة لمواصلة العيش مع الأسرة التي تتبناه.»
وفقًا لفرقة عمل الجمعية المهنية الأمريكية المعنية بإساءة معاملة الأطفال
«هناك سمة أساسية تميز العديد من هذه العلاجات وهي استخدام الوسائل النفسية أو الجسدية أو العدوانية لإثارة غضب الطفل ودفعه للتنفيس عن غضبه أو الترويح عن نفسه أو أنواع أخرى من التفريغ الانفعالي الحاد. ويتم استخدام مجموعة متنوعة من الأساليب القسرية للقيام بذلك، من بينها الاحتضان المنظم وفقًا لمواعيد و/أو التقييد و/أو تنبيه القفص الصدري (على سبيل المثال، الدغدغة والقرص وطقطقة المفاصل) و/أو العلق. وقد يتم الإمساك بالأطفال أو قد يستلقي فوقهم عدد من الأشخاص البالغين أو قد يتم الإمساك بوجوههم حتى يمكن إجبارهم على الاشتراك في عملية تواصل بالعين مطولة. وتستمر الجلسات من 3 إلى 5 ساعات، وقد تستمر بعض الجلسات لفترة أطول وفقًا للتقارير. وتتضمن المناهج الأخرى المشابهة لذلك، ولكن بقدر أقل من الإجراءات القسرية الجسدية، احتضان الطفل وتشجيعه نفسيًا على التنفيس عن غضبه تجاه الوالدين البيولوجيين.»
تصف فرقة عمل الجمعية المهنية الأمريكية المعنية بإساءة معاملة الأطفال كيف أن بؤرة التركيز المفاهيمي لهذه العلاجات هي الأمراض الباطنية الفردية التي يعاني منها الطفل ومقدمو الرعاية السابقون وليس العلاقة الحالية بين الوالدين والطفل أو البيئة الحالية التي يعيش فيها. فإذا كان الطفل حسن السلوك خارج المنزل، فيُنظر إلى ذلك باعتباره معالجة ناجحة من قبل الغرباء، وليس دليلاً على وجود مشكلة في المنزل الحالي أو العلاقة الحالية بين الوالدين والطفل. وذكرت فرقة عمل الجمعية المهنية الأمريكية المعنية بإساءة معاملة الأطفال أن هذا المنظور يجذب الكثيرين لأنه يعفي مقدمي الرعاية من مسؤولية تغيير جوانب من سلوكياتهم ومطامحهم. ويعتقد أنصار هذا المنهج أن العلاجات التقليدية لا تساعد الأطفال الذين يعانون من مشكلات في التعلق لاستحالة إقامة علاقة ثقة معهم. ويعتقدون أن السبب في ذلك هو أن الأطفال الذين يعانون من مشكلات في التعلق يتجنبون بشدة تكوين علاقات حقيقية صادقة. ويؤكد أنصار هذا المنهج على مقاومة الطفل للتعلق واحتياجه لكسره. أما في إعادة الولادة والمناهج المشابهة، فتعتبر مظاهر الضيق والألم التي يبديها الطفل مقاومة يجب التغلب عليها بمزيد من القسر.
وكذلك فإن الأسالييب القسرية مثل الاحتضان الجبري أو المنظم وفقًا لمواعيد قد تخدم الغرض المقصود من إبداء السيطرة على الطفل. ويعد ترسيخ السيطرة الكاملة للبالغين والتوضيح للطفل أنه لا يملك أي نوع من السيطرة وتوضيح أن جميع احتياجات الطفل يتم تلبيتها من خلال البالغين مبدأ أساسيًا في العديد من علاجات التعلق المثيرة للجدل. وبالمثل، فإن العديد من العلاجات المثيرة للجدل تقول بأنه يجب دفع الأطفال الذين يوصفون بأنهم يعانون من اضطرابات في التعلق إلى استدعاء الصدمة السابقة ومعايشتها مرة أخرى. فقد يتم تشجيع الأطفال على الارتداد إلى مرحلة عمرية مبكرة حيث تعرضوا للصدمة أو قد يقوم شخص آخر بتقمص الدور الأبوي من خلال جلسات الاحتضان. ومن بين السمات الأخرى لعلاج التعلق الخضوع لدورة علاج «مكثفة لمدة أسبوعين» والاستعانة بـ«أبوين بالتبني لأغراض علاجية» حيث يقيم الطفل معهما أثناء خضوعه للعلاج. ووفقًا لأو كونر وزينيه، يعتبر منهج «الاحتضان» تطفليًا وتدخليًا وبالتالي غير مراع للمشاعر ومن أشكال العلاج المضاد، على عكس نظريات التعلق المقبولة.
وفقًا للمدافعين عن الأطفال الخاضعين للعلاج
«يتضمن علاج التعلق بشكل شبه دائم تقريبًا مواجهة شديدة، وغالبًا ما يتضمن مواجهة عدائية بين الطفل والمعالج أو أحد الأبوين (وأحيانًا كلاهما). ويعتبر تقييد الطفل من قبل شخص بالغ (أشخاص بالغين) أكثر منه قوة جزءًا جوهريًا من المواجهة.» ويوصف العلاج التصحيحي المزعوم بالتالي «...لإجبار الطفل على حب أبويه (والتعلق بهما)؛... يكون هناك علاج عملي يتضمن تقييدًا جسديًا وشعورًا بالتعب وعدم الارتياح. علاج التعلق هو فرض انتهاكات للحدود - وفي أغلب الأحيان تقييد قسري - وإساءة معاملة لفظية على الطفل، وعادة ما يكون ذلك لمدة ساعات في المرة الواحدة؛... وفي العادة يتم وضع الطفل على الحجر مع تثبيت ذراعيه لأسفل، أو بدلاً من ذلك ينبطح الطفل أرضًا ويستلقي فوقه شخص بالغ.»
يستشهد الطبيب النفسي بروس بيري باستخدام أساليب العلاج بالاحتضان من قبل اختصاصيي الحالات النفسية والاجتماعية والآباء بالتبني الذين كانوا يدرسون قضية الإيذاء خلال الطقوس الشيطانية في أواخر الثمانينيات وأوائل التسعينيات من القرن العشرين كوسيلة للحصول على ما يُزعم أنه «اعترافات» تفصيلية طويلة من الأطفال. وفي رأيه، فإن استخدام القوة أو القسر مع الأطفال الذين تعرضوا لصدمات يعرضهم ببساطة للصدمة مرة أخرى ويبعد بهم كل البعد عن خلق مشاعر الحب والمودة، فينتج عن ذلك طاعة نابعة من الخوف، كما هو الحال في الصلات والروابط التي تنشأ أثناء الصدمات والمعروفة باسم متلازمة ستوكهولم.

### الأساليب التربوية الأبوية
في أغلب الأحيان يوجه المعالجون الآباء لاتباع برامج علاج في المنزل، على سبيل المثال، أساليب التدريب على الطاعة مثل «الجلوس الصارم» (وهو فترات متكررة من التزام الصمت والسكون وعدم الحركة) والامتناع عن الطعام أو الحد منه. وقد أشار المؤلفون الأوائل في بعض الأحيان إلى ذلك باسم «تدريب كلب الراعي الألماني». وفي بعض البرامج يتم تدريب الأطفال الذين يخضعون لفترة إقامة مكثفة لمدة أسبوعين مع «أبوين بالتبني لأغراض علاجية» طوال مدة التدريب أو بعدها، وكذلك الآباء بالتبني، بأساليبهم الخاصة.
وفقًا لفرقة عمل الجمعية المهنية الأمريكية المعنية بإساءة معاملة الأطفال، نظرًا لأنه من المعتقد أن الأطفال الذين يعانون من مشكلات في التعلق يقاومون التعلق ويحاربونه ويسعون للتحكم في الآخرين لتجنب التعلق، فإنه يجب القضاء على عيوب شخصية الطفل قبل أن يحدث التعلق. وقد تتضمن أساليب الرعاية الأبوية التعلقية إبقاء الطفل في المنزل دون أن تكون له أية صلات اجتماعية والتعليم المنزلي والقيام بأعمال شاقة أو أعمال روتينية متكررة عديمة المعنى على مدار اليوم والجلوس دون حركة لفترات زمنية طويلة والتحكم في جميع وجبات الطعام والشراب واحتياجات قضاء الحاجة. ويتوقع اختصاصيو علاج التعلق من الأطفال الذين يوصفون بأنهم يعانون من اضطرابات في التعلق أن يمتثلوا لأوامر الآباء «بسرعة وفي لمح البصر ومن المرة الأولى» ويكون «التواجد معهم ممتعًا» بالنسبة لآبائهم. ويُفسر أي انحراف عن هذا المعيار، مثل عدم إنهاء الأعمال الروتينية أو الجدال، على أنه إشارة لاضطراب في التعلق يجب القضاء عليه بالقوة. ومن هذا المنطلق، يعد تقديم الرعاية الأبوية لطفل يعاني من اضطراب في التعلق بمثابة معركة، كما يعد الانتصار فيها من خلال هزيمة الطفل هو الهدف الأسمى.
كما يعد إبداء التقدير المناسب للسيطرة الكاملة للبالغين أمرًا حيويًا، وكذلك تحجب بعض المعلومات عن عمد مثل المدة التي سيقضيها الطفل مع الأبوين بالتبني اللذين يبقى معهما لأغراض علاجية أو ما سيحدث له بعد ذلك. وصرحت خبيرة الرعاية الأبوية التعلقية نانسي توماس بأن الأطفال الذين يعانون من اضطرابات في التعلق يتصرفون بشكل أسوأ عند إعطائهم معلومات عما سيحدث لهم مستقبلاً لأنهم سيستخدمون تلك المعلومات في التلاعب ببيئتهم وجميع الموجودين فيها.
وفضلاً عن السلوك التقييدي الذي يتبعه الآباء، فإنهم يُنصحون أيضًا بعقد جلسات يومية تتم فيها معاملة الأطفال الأكبر سنًا كما لو كانوا رُضعًا لخلق الشعور بالتعلق. حيث يقوم مقدم الرعاية بوضع الطفل على حجره وهزهزته واحتضانه وتقبيله وإرضاعه بزجاجة الحليب وإعطائه الحلوى. ويتم عمل هذه الجلسات بناءً على رغبة مقدم الرعاية وليس بناءً على طلب الطفل. ويعتقد اختصاصيو علاج التعلق أن إعادة تمثيل جوانب من إجراءات العناية بالطفل الرضيع بمقدورها أن تعيد بناء الجوانب المتضررة من مراحل النمو المبكر مثل التعلق العاطفي.

### المناهج المناقضة القائمة على نظرية التعلق
على النقيض، تقول نظرية التعلق التقليدية إن توفير بيئة آمنة يسهل التكهن بها واتصاف مقدم الرعاية بصفات مثل الحساسية والاستجابة لاحتياجات الطفل الجسدية والعاطفية والاتساق من شأنه أن يدعم تنمية الشعور بالتعلق الصحي. ويؤكد العلاج القائم على وجهة النظر هذه على توفير بيئة مستقرة واتباع منهج مع الأطفال يتسم بالهدوء والحساسية وعدم التطفل والتدخل وعدم التهديد والصبر وإمكانية التوقع والرعاية والاحتضان. علاوة على ذلك، مع تطور أنماط التعلق ضمن العلاقات، تركز طرق حل مشكلات التعلق على تحسين الشعور بالاستقرار والصفات الإيجابية في العلاقات والتفاعلات بين الطفل ومقدم الرعاية. وتركز جميع التدخلات الرئيسية السائدة التي لها أساس برهاني قائم أو متطور على تعزيز حساسية مقدمي الرعاية أو خلق تفاعلات إيجابية مع مقدمي الرعاية أو تغيير مقدمي الرعاية إذا تعذر ذلك مع مقدمي الرعاية الحاليين. وتركز بعض التدخلات على وجه الخصوص على زيادة حساسية مقدم الرعاية لدى الآباء بالتبني.

## المبادئ النظرية
شأنه شأن عدد من علاجات الصحة العقلية البديلة الأخرى الموجهة للأطفال، يعتمد علاج التعلق على بعض الافتراضات التي تختلف اختلافًا شديدًا عن الأسس النظرية للعلاجات الأخرى القائمة على التعلق. وعلى النقيض من نظرية التعلق التقليدية، تتمثل نظرية التعلق التي يصفها مؤيدو علاج التعلق في أن الأطفال الصغار الذين يتعرضون لمحنة (بما في ذلك إساء المعاملة أو الفقد أو الانفصال أو التبني أو التغييرات المتكررة في رعاية الطفل أو المغص أو حتى التهابات الأذن المتكررة) يصيبهم الغضب والسخط بمستوى أولي أولي شديد العمق. ويسفر ذلك عن انعدام القدرة على التعلق أو الشعور بمشاعر ود وحب صادقة تجاه الآخرين. ووفقًا للنظريات فإن الغضب المكبوت أو اللاواعي يمنع الطفل من تكوين روابط مع مقدمي الرعاية، كما أنه يؤدي إلى مشكلات سلوكية عند انفجاره في صورة عدوانية غير خاضعة للمراقبة. فيقال إن هؤلاء الأطفال يخفقون في تكوين ضمير واعٍ ولا يثقون في الآخرين ويسعون للسيطرة وليس الانغلاق ويقاومون سلطة مقدمي الرعاية وينخرطون في صراعات لا نهائية على السلطة. وينُظر إليهم باعتبارهم شديدي المراوغة ويحاولون تجنب التعلق الحقيقي ويسعون في الوقت نفسه للسيطرة على المحيطين بهم من خلال التلاعب والمخالطة الاجتماعية السطحية. ويقال إن هؤلاء الأطفال معرضون لأن يصبحوا من أصحاب الشخصيات السيكوباتية التي ستتطور لتشارك في سلوكيات منحرفة أو إجرامية أو مناوئة للمجتمع إذا لم يتلقوا العلاج. ويذكر أن الأسلوب الذي توصف به خصائص هؤلاء الأطفال يعمد إلى «شيطنتهم».
كذلك يعتقد المدافعون عن هذا العلاج أن ارتباط الطفل العاطفي بمقدم الرعاية يبدأ في مرحلة ما قبل الولادة والتي يكون فيها الطفل واعيًا بأفكار الأم وعواطفها. فإذا كانت الأم تشعر بالكرب والضيق بسبب الحمل، خاصة إذا كانت تفكر في الإجهاض، فإن الطفل يستجيب لذلك بالضيق والغضب اللذين يستمران طوال حياته بعد الولادة. وإذا انفصل الطفل عن والدته بعد الولادة، بغض النظر عما إذا كان هذا قد حدث في مرحلة مبكرة جدًا، فإن الطفل يشعر أيضًا بالكرب والضيق والغضب مما يعيق تعلقه بمقدمي الرعاية أو الآباء بالتبني.
أما إذا نعم الطفل بفترة حمل هادئة وسالمة، ولكنه عانى بعد الميلاد من آلام أو لم تتم تلبية احتياجاته خلال السنة الأولى، فسيعمل ذلك على إعاقة التعلق أيضًا. وإذا وصل الطفل إلى مرحلة تعلم المشي بأمان، ولكن لم تتم معاملته من خلال سلطة صارمة خلال السنة الثانية فسوف ينتج عن ذلك مشكلات في التعلق، وذلك وفقًا لما يسمى بـ«دورة التعلق». ويتسبب الإخفاق في التعلق في قائمة طويلة من المشكلات السلوكية والمزاجية، ولكنها قد لا تتكشف حتى يكبر الطفل. ووفقًا لاختصاصية علاج التعلق إليزابيث راندولف، يمكن تشخيص مشكلات التعلق حتى لدى الطفل الذي لا تظهر عليه أية أعراض للمرض من خلال ملاحظة انعدام قدرة الطفل على الزحف إلى الخلف عند توجيه أمر له بذلك.
ويقول النقاد أن العلاجات بالاحتضان قد تم الترويج لها باعتبارها علاجات «للتعلق»، على الرغم من أنها تناقض نظرية التعلق أكثر من كونها تتسق معها، فضلاً عن أنها لا تستند إلى نظرية التعلق أو أبحاثها. وبالفعل لا تعتبر متوافقة معها. ويتناقض العلاج بالاحتضان/علاج التعلق مع نظرية التعلق لـبولبي بعدة طرق، على سبيل المثال، بيان نظرية التعلق الأساسي القائم على البراهين بأن الأمان يتحسن ويتم تعزيزه من خلال الحساسية. فوفقًا لماري دوزير «إن العلاج بالاحتضان لا ينطلق بأية طريقة منطقية من نظرية التعلق أو من الأبحاث المتعلقة بالتعلق».

## التشخيص واضطراب التعلق
يزعم اختصاصيو علاج التعلق أنهم يشخصون اضطراب التعلق  واضطراب التعلق التفاعلي. إلا أن تشخيصات اضطراب التعلق واضطراب التعلق التفاعلي ضمن علاج التعلق تُستخدم بطريقة غير معترف بها في الممارسات السائدة. ويصف بريور وجلاسير نوعين من الخطاب المتعلق باضطراب التعلق. أحدهما قائم على أسس علمية ويوجد في الكتب والمجلات الأكاديمية مع الإشارة الدقيقة إلى النظريات والتصنيفات الدولية والأدلة. ويسرد بريور وجلاسير أسماء بولبي وإينسورث وتيزارد وهودجز وتشيشولم وأوكونر وزينيه وزملائهم باعتبارهم واضعي نظريات تعلق وباحثين جديرين بالاحترام في هذا المجال. أما نوع الخطاب الآخر فيُستخدم في الممارسات الإكلينيكية والمحاضرات غير الأكاديمية وعلى شبكة الإنترنت حيث توجد مزاعم وادعاءات ليس لها أي أساس في نظرية التعلق ولا دليل تجريبي عليها. وتتعلق المزاعم والادعاءات التي لا أساس لها على وجه الخصوص بمدى فعالية العلاج. ويلعب الإنترنت دورًا أساسيًا في انتشار العلاج بالاحتضان باعتباره نوعًا من أنواع علاج «التعلق».
تصف فرقة عمل الجمعية المهنية الأمريكية المعنية بإساءة معاملة الأطفال العلاقة بين مؤيدي علاج التعلق والعلاجات السائدة بالاستقطابية. «ينبع هذا الاستقطاب من حقيقة أن علاج التعلق قد تطور بشكل كبير خارج نطاق المجتمع العلمي والمهني الأساسي وازدهر داخل شبكاته الخاصة المكونة من اختصاصي علاج التعلق والمراكز العلاجية والاختصاصيين النفسيين والاجتماعيين ومجموعات دعم الآباء. ويبدو أن مؤيدي علاجات التعلق المثيرة للجدل والمنتقدين لها يسيرون فعليًا في عالمين مختلفين.»

### قوائم التشخيص والاستبيانات
إن فرقة عمل الجمعية المهنية الأمريكية المعنية بإساءة معاملة الأطفال وبريور وجلاسير يتناولون بالوصف تكاثر وانتشار التشخيصات و«القوائم» البديلة، وخاصة عبر الإنترنت من قبل مؤيدي علاج التعلق، التي لا تتوافق مع تصنيفات الدليل التشخيصي والإحصائي للاضطرابات النفسية والتصنيف الدولي للأمراض وتعتمد بصورة جزئية على الرؤى الواهية غير المستندة إلى أدلة لكل من زاسلو ومنتا وكلاين. ووفقًا لفرقة عمل الجمعية المهنية الأمريكية المعنية بإساءة معاملة الأطفال، «إن هذه الأنواع من القوائم غير محددة على الإطلاق مما يجعل وقوع معدلات مرتفعة من التشخيصات الإيجابية الكاذبة أمرًا مؤكدًا. وقد يؤدي نشر هذه الأنواع من القوائم على مواقع الإنترنت التي تعمل كأدوات تسويقية أيضًا إلى توصل الكثير من الآباء وغيرهم من الأشخاص إلى استنتاج غير دقيق بأن أطفالهم يعانون من اضطرابات في التعلق.»
ويصف بريور وجلاسير القوائم بأنها «شاملة بصورة كبيرة» ويذكران أن العديد من السلوكيات المدرجة بالقوائم من المرجح أن تكون تبعات ونتائج للإهمال وإساءة المعاملة وليست واقعة ضمن النموذج الفكري التعلقي. وكثيرًا ما تكون أوصاف الأطفال ازدرائية بصورة كبيرة وتعمد إلى «شيطنتهم». وتتضمن الأمثلة المأخوذة من قوائم أعراض اضطراب التعلق الموجودة عبر الإنترنت الكذب وتجنب التواصل بالعين إلا عند الكذب والأسئلة العبثية المستمرة أو الثرثرة المستمرة والانبهار والشغف بالقضايا المرتبطة بالنار والدم والجروح الدامية والشر والطعام (مثل الأكل بنهم أو تخزين الطعام) والقسوة على الحيوانات وانعدام الضمير. كما أنهما يضربان مثلاً من استشاريي إيفرجرين للسلوك البشري الذين يقدمون قائمة اختيار تضم 45 عرضًا من بينها التسلط والسرقة وسلس البول واضطرابات اللغة.

### تجنيد المرضى
بالإضافة إلى القلق بشأن استخدام قوائم تشخيص غير محددة على الإنترنت، كونه مستخدم كأداة تسويق. لاحظت أيضًا فرقة العمل الادعاءات المبالغ فيها من جانب المؤيدين فيما يتعلق بالانتشار والتأثير لاضطرابات التعلق. بعض المؤيدون يعتقدون أن نسبة عالية من الأطفال المتبنين يعانون على الأرجح من اضطرابات تعلق. ولأن إحصائيات انتشار سوء المعاملة تستخدم بالخطأ لتقدر مدى انتشار اضطراب التعلق التفاعلي (RAD). جاءت إشكالية ربط التعلق الغير آمن أو المشوش باضطراب التعلق. حيث أن الأطفال المصنفين باضطراب التعلق التفاعلي، يظهروا كأشخاص متلاعبين ومخادعين وبلا وعي ومحفوفين بالخطر. بعض مواقع علاج التعلق تتنبأ بأن أطفال مرض التعلق يكبرون ليصبحون أشخاص عنيفة أو سيكوباتية حتى يتم علاجهم. حيث يتم خلق حس الخطر بداخلهم حتى يتبرر لديهم استخدام أساليبهم العنيفة وغير التقليدية. أحد المواقع احتوى على منازعة أن صدام حسين وهتلر وجيفري دامر هم أمثلة لأطفال باضطراب تعلق لم تسنح لهم الفرصة بأن يحصلوا على مساعدة. واستخدم فوستر كلين في عمله المبدئي على نظرية التعلق (أمل للأطفال ذوي النفوس الغاضبة والمشكلين للخطر) مثال تيد بندي.
في إجابة لتساؤل كيف يكون العلاج بواسطة أطباء وباحثين في التعلق مدمر وغير أخلاقي، جاء الربط بنظرية التعلق والعلاج قابل التطبيق. يستشهد اوكونر ونيلسون باستخدام الإنترنت لنشر نظرية التعلق والتوعية بقلة المهنيين حسني الإطلاع والعلاج المناسب أو التدخلات. كما عرض اقتراحات لنشر التوعية بفهم نظرية التعلق والمعرفة بالعلاج القائم على الأدلة واختياراته المتاحة.
تناقش ريتشل سترايكر في دراستها الأنثروبولوجية «الطريق إلى الخضرة الدائمة» بأن العائلات المتبنية لأبناء المؤسسات الذين يواجهون مشاكل للنقل إلى أسرة مصغرة ينجذبون لنموذج الخضرة الدائمة "Evergreen model" بالرغم من الخلاف، لأنه يشرع ويعزز فكرة العائلة والحياة المنزلية مثلها كمثل عملية التبني نفسها بعرضها الأمل في ثوب جديد عن «الحياة الطبيعية». أطفال المؤسسات أو الأطفال الذين عانوا من سوء المعاملة، لا يطيعون أو يتكيفون مع تصورات وسلوكيات عائلاتهم المتبنية. نموذج الخضرة الدائمة يصف حالة الطفل طبيًا، من ثم يعطي فكرة العائلة شرعيتها. يعرض علاج التعلق فكرة التعلق كعقد اجتماعي قابل للنقاش ويمكن إطاعته في سبيل تحويل المتبنى الغير راضِ، إلى دعم عاطفي أساسي تحتاج إليه العائلة. ونتيجة لاستخدام أسلوب المواجهة، يعرض النموذج طرق ليعود الطفل على الامتثال للتوقعات الأبوية. ولكن، يفشل العلاج في الوصول لنقطة مثل تلك بسبب اختيار الطفل الحر لأن لا يكون فرد من عائلة من الأساس.

## وصلات خارجية
- Association for Treatment and Training in the Attachment of Children (ATTACh) – Self-described as "an international coalition of professionals and families dedicated to helping those with attachment difficulties by sharing our knowledge, talents and resources"
- – Child advocacy group opposing attachment therapy
- "Be Wary of Attachment Therapy" from Quackwatch – medical watchdog website
- "Underground network moves children from home to home" Koch W. USAtoday article.
- ebm-first.com - evidence-based medicine campaign group.
- kidscomefirst anti-attachment therapy source site
- Attachment therapy page from Coalition Against Institutionalized Child Abuse (CAICA)
- 2008 investigation into death of a foster child